# Думный дворянин
Думный дворянин — думный чин в Русском государстве в XVI—XVII веках. Думные дворяне являлись третьим по «чести» разрядом (чином), после бояр и окольничих. Думные дворяне принимали участие в заседаниях Боярской думы, руководили приказами, а также назначались воеводами в города. Из достигших этого чина наиболее известен Кузьма Минин, а также Прокопий Петрович Ляпунов.
Производились из думных дьяков (с 1635 года), дворян и стольников. Думным дворянам удавалось иногда достигать окольничества и боярства (например, С. И. Заборовский, А. С. Матвеев, К. П. Нарышкин). Назначение Думным дворянином оформлялось докладной выпиской о внесении имени в Боярскую книгу, под Думным дворянином с ВИЧЕМ (внесении стряпчего с ключом Семена Полтева 08 мая 1687г.).
Думные дворяне впервые упоминаются в 1572 году. По мнению Ключевского, боярские дети, «которые живут в думе» и упоминаются в статейных списках с 1534 года, также по сути являлись думными дворянями. Г. П. Успенский сравнивает чин Думных дворян с чином Статский советник.
Шереметевская боярская книга сохранила имена 12 думных дворян XVI века. Из списка их видно, что в это звание назначались, как лица старинных княжеских и боярских фамилий, так и люди совершенно новые (последних — гораздо больше). То же замечается и в XVII веке. Из 42 семей, члены которых были возведены в это звание в первые 75 лет XVII века, только две (Собакиных и Сукиных) принадлежат к старым и известным, достигшим окольничества и даже боярства в XVI веке; все остальные незнатного происхождения.
Один из думных дворян исполнял должность Хранителя Государевой печати (Печатник). Последним печатником был Н. М. Зотов. В допетровские времена существовала должность думного генерала.
В 1686 году было 40 думных дворян, в 1700 году — 20.
В "чести" был не только Думный дворянин, но и его жена. На этот счет вышел указ государя, царя ближнему боярину, князю Василию Васильевичу Голицыну, о взыскании бесчестья с тех, которые напишут без ВИЧА жену думного дворянина.
Упоминания о думных дворянах прекращаются в 20-е годы XVIII века.

## Список Думных дворян
В правление Ивана IV Васильевича с 1572 по его кончину в 1584 году чином было пожаловано — 8 человек. В правление царя Фёдора Ивановича (1584-1598) чином пожаловано — 3 человека. В правление Бориса Фёдоровича Годунова (1598-1605) чином пожаловано — 5 человек. В Смутное время чином пожаловано — 5 человек. В правление Василия IV Ивановича Шуйского (1606-1610) чином пожаловано — 3 человека. При вступлении на царство Михаила Фёдоровича Романова (1613-1645) в живых осталось не более 3 Думных дворян, пожалованный чином Кузьма Минин скончался (1616) и с этого времени по 1634 год был только 1 человек. С 1635 года в Думные дворяне стали писаться Думные дьяки (Грамотин, Лугавской, Лихачёв, Гавренёв, Лопухин, Пятово, Зыков, Караулов, Ржевский). В правление царя Алексея Михайловича (1645-1676) число Думных дворян достигло 23 человек (1671). При вступлении на царство Фёдора Алексеевича (1676-1682) осталось 17 человек и их число выросло, в их числе был и Думный генерал Змеев Венедикт Андреевич (1678). В 1686 году Думных дворян было 40 человек, в 1687  прибавилось — 3 человека, в 1688 — 6 человек, в 1689 году — 2 человека, в 1690 году — 5 человек, в 1691 году — 3 человека, но количество их было всё равно не велико, так как некоторые умерли, а другие были пожалованы в Окольничии. В малолетие Петра I был Думный генерал Аггей Алексеевич Шепелев.
| Год                          | Фамилия, Имя, Отчество               | Примечания                                                                             |
| ---------------------------- | ------------------------------------ | -------------------------------------------------------------------------------------- |
| Иван IV Васильевич           |                                      |                                                                                        |
| 1572-1584                    | Олфериев (Алферьев) Роман Васильевич |                                                                                        |
| 1572-1584                    | Безнин Михаил Андреевич              |                                                                                        |
| 1572-1584                    | Зюзин Василий Григорьевич            |                                                                                        |
| 1572-1584                    | Черемисинов Дементий Иванович        |                                                                                        |
| 1572-1584                    | Воейков Баим Васильевич              |                                                                                        |
| 1572-1584                    | Пивов Роман Васильевич               |                                                                                        |
| 1572-1584                    | Нагой Афанасий Фёдорович             |                                                                                        |
| 1572-1584                    | Татищев Игнатий Петрович             |                                                                                        |
| Романов Михаил Фёдорович     |                                      |                                                                                        |
| 1627-1636                    | Пушкин Гаврила Григорьевич           | Постригся в монахи и умер (1638)                                                       |
| 1634                         | Проестев Степан Матвеевич            |                                                                                        |
| 1634                         | Савёлов Иван Петрович                |                                                                                        |
| 1634                         | Языков Семён Иванович                |                                                                                        |
| 1636                         | Луговской Томило Юдин                | Постригся в монахи (1636)                                                              |
| 1640                         | Биркин Иван Васильевич               | Ясельничий (1629-1636)                                                                 |
| Романов Алексей Михайлович   |                                      |                                                                                        |
| 1655-ум. 1666                | Еропкин Иван Фёдорович               |                                                                                        |
| 1657-1665                    | Ордин-Нащокин Афанасий Лаврентьевич  | Пожалован в окольничии (1665), боярин (1667), постригся в монахи.                      |
| 1658-1668                    | Леонтьев Замятня Фёдорович           |                                                                                        |
| 1658-1668                    | Нащокин Богдан Иванович              |                                                                                        |
| 1658-1676                    | Нащокин Григорий Борисович           |                                                                                        |
| 1658-1676                    | Баклановский Иван Иванович           |                                                                                        |
| 1658-1676                    | Елизаров Прокофий Кузьмич            |                                                                                        |
| 1658-1676                    | Заборовский Семён Иванович           | Думный дьяк (1658), пожалован в окольничии (1677), боярин (1680)                       |
| 1658-1676                    | Матюшкин Иван Павлович               | Пожалован в окольничии (1677)                                                          |
| 1658-1676                    | Прончищев Афанасий Осипович          |                                                                                        |
| 1658-1676                    | Чаадаев Иван Иванович                | Пожалован в окольничии (1678)                                                          |
| 1662                         | Еропкин Иван Фёдорович               |                                                                                        |
| 1662-1678                    | Чаадаев Иван Иванович                | Пожалован в окольничии (1678)                                                          |
| 1665-1668                    | Хитрово Яков Тимофеевич              |                                                                                        |
| 1666-1668                    | Хитрово Иван Богданович              | Пожалован в окольничии (1675), боярин (1676)                                           |
| 1668                         | Ртищев Григорий Иванович             |                                                                                        |
| 1668                         | Соловцев Яков Павлович               |                                                                                        |
| 1668-1676                    | Полтев Семён Фёдорович               |                                                                                        |
| 1668-1676                    | Соковнин Фёдор Прокофьевич           | Пожалован в окольничии (1677), боярин (1682)                                           |
| 1668-1682                    | Толстой Андрей Васильевич            | Пожалован в окольничии (1682)                                                          |
| 1670-1676                    | Леонтьев Фёдор Иванович              | Пожалован в окольничии (1682)                                                          |
| 1670-1677                    | Соковнин Фёдор Прокофьевич           | Пожалован в окольничии (1677)                                                          |
| 1671                         | Нарышкин Кирилл Полуектович          | Пожалован в окольничии (1672), боярин (1673)                                           |
| 1671                         | Хитрово Иван Севастьянович Большой   | Пожалован в окольничии (1676)                                                          |
| 1671-1672                    | Матвеев Артамон Сергеевич            | Пожалован в окольничии (1672)                                                          |
| 1671-1676                    | Хитрово Александр Севастьянович      | Пожалован в окольничии (1676)                                                          |
| 1672                         | Матюшкин Афанасий Иванович           | Думный дворянин и Московский ловчий                                                    |
| 1672-ум. 1685                | Лопухин Авраам Никитич               |                                                                                        |
| 1672-ум. 1676                | Матюшкин Афанасий Иванович           | Двоюродный брат царя Алексея Михайловича, Ловчий (1650)                                |
| 1673-ум. 1674                | Панин Василий Никитич                |                                                                                        |
| Романов Фёдор III Алексеевич |                                      |                                                                                        |
| 1676-1677                    | Желябужский Иван Афанасьевич         | Пожалован в окольничии (1684)                                                          |
| 1676                         | Камынин Иван Богданович              | Думный дворянин и казначей (1676)                                                      |
| 1676                         | Кондырев Иван Тимофеевич             | Пожалован в окольничии (1677)                                                          |
| 1676                         | Лодыженский Фёдор Абросимович        |                                                                                        |
| 1676                         | Лопухин Ларион Дмитриевич            | Думный дьяк (1658)                                                                     |
| 1676                         | Матюшкин Пётр Иванович               | Пожалован в окольничии (1677), боярин (1683)                                           |
| 1676                         | Голохвастов Василий Яковлевич        |                                                                                        |
| 1676                         | Нестеров Афанасий Иванович           |                                                                                        |
| 1676                         | Полтев Фёдор Алексеевич              | Постельничий (1676)                                                                    |
| 1676                         | Ржевский Иван Иванович               | Думный дьяк (1668), пожалован в окольничии (1677)                                      |
| 1676                         | Юшков Борис Гаврилович               | Пожалован в окольничии (1677), боярин (1682-1692)                                      |
| 1676-1686                    | Голохвастов Иов Демидович            | Пожалован в окольничии (1690)                                                          |
| 1677                         | Дашков Василий Яковлевич             |                                                                                        |
| 1677                         | Кондырев Пётр Тимофеевич             | Пожалован в окольничии (1677), боярин (1691)                                           |
| 1677                         | Кондырев Семён Тимофеевич            | Пожалован в окольничии (1678)                                                          |
| 1677                         | Лихарев Иван Петрович                |                                                                                        |
| 1677                         | Хлопов Кирилл Осипович               | Пожалован в окольничии (1682), боярин (1690)                                           |
| 1677-1686                    | Кондырев Иван Петрович               |                                                                                        |
| 1678                         | Ржевский Алексей Иванович            | Пожалован в окольничии (1683)                                                          |
| 1678-1682                    | Змеев Венедикт Андреевич             | Думный генерал, велено писать Думным дворянином (1680), пожалован в окольничии (1682). |
| 1678-1686                    | Караулов Григорий Степанович         | Думный дьяк (1668-1676)                                                                |
| 1678-1686                    | Савёлов Тимофей Петрович             | Пожалован в окольничии (1690)                                                          |
| 1679                         | Полибин Богдан Фёдорович             | Пожалован в окольничии (1682)                                                          |
| 1680-1686                    | Акинфов Никита Иванович              | Пожалован в окольничии (1689)                                                          |
| 1680-1692                    | Заборовский Сергей Матвеевич         |                                                                                        |
| 1680-1692                    | Яковлев Богдан Васильевич            |                                                                                        |
| 1681                         | Нарбеков Василий Саввинович          | Пожалован в окольничии (1682)                                                          |
| 1681                         | Неплюев Леонтий Романович            | Пожалован в окольничии (1683), боярин (1689)                                           |
| 1681                         | Толочанов Семён Фёдорович            | Казначей (1682), окольничий (1683)                                                     |
| Иван V и Пётр I Алексеевичи  |                                      |                                                                                        |
| 1682                         | Змеев Василий Семёнович              |                                                                                        |
| 1682                         | Зыков Афанасий Тихонович             | Думный дьяк (1676)                                                                     |
| 1682                         | Мертваго (Мёртвый) Михаил Степанович |                                                                                        |
| 1682                         | Пятово Парфений Яковлевич            | Думный дьяк (1677)                                                                     |
| 1682                         | Тяпкин Василий Михайлович            |                                                                                        |
| 1682                         | Аничков Иван Михайлович              |                                                                                        |
| 1682-1686                    | Нарбеков Фёдор Саввинович            | Пожалован в окольничии (1691)                                                          |
| 1682-1686                    | Сухотин Иван Иванович                | (Ум. 1688)                                                                             |
| 1682-1692                    | Ловчиков Иван Богданович             |                                                                                        |
| 1682-1692                    | Извольский Викул Фёдорович           |                                                                                        |
| 1682-1692                    | Мясной Василий Данилович             |                                                                                        |
| 1682-1692                    | Огарёв Постник Григорьевич           |                                                                                        |
| 1682-1692                    | Хитрово Абрам Иванович               |                                                                                        |
| 1682-1692                    | Хитрово Никита Савельевич            |                                                                                        |
| 1682-1692                    | Хитрово Пётр Савельевич              |                                                                                        |
| 1682-1692                    | Пушечников Василий Лаврентьевич      |                                                                                        |
| 1682-1692                    | Сунбулов Максим Исаевич              |                                                                                        |
| 1682-1692                    | Хрущов Фёдор Григорьевич Меньшой     |                                                                                        |
| 1683                         | Лызлов Иван Фёдорович                |                                                                                        |
| 1683 и 1686                  | Лихачёв Михаил Тимофеевич            | Казначей (1682), пожалован в окольничии (1692)                                         |
| 1683-1686                    | Зыков Фёдор Тихонович                | Пожалован в окольничии (1690)                                                          |
| 1683-1692                    | Дашков Андрей Яковлевич              |                                                                                        |
| 1683-1692                    | Ловчиков Степан Богданович           |                                                                                        |
| 1683-1692                    | Тарбеев Василий Никитич              |                                                                                        |
| 1684                         | Лопухин Пётр Абросимович             |                                                                                        |
| 1684                         | Татищев Михаил Юрьевич               | пожалован в окольничии (1684), боярин (1691)                                           |
| 1684-1686                    | Татищев Иван Михайлович              | Пожалован в окольничии (1689)                                                          |
| 1684-1686                    | Телепнёв Иван Степанович             |                                                                                        |
| 1684-1692                    | Башмаков Дементий Минич              | Думный дьяк (1664), думный дворянин и печатник                                         |
| 1684-1692                    | Панин Иван Иванович                  |                                                                                        |
| 1685                         | Сомов Парфений Павлович              |                                                                                        |
| 1685-1686                    | Колупаев Михаил Петрович             | Пожалован в окольничии (1690)                                                          |
| 1685-1686                    | Глебов Михаил Иванович               | Пожалован в окольничии (1690)                                                          |
| 1685-1686                    | Тарбеев Григорий Фёдорович           |                                                                                        |
| 1685-1686                    | Яковлев Кирилл Аристархович          | Ум. 1687                                                                               |
| 1685-1692                    | Нарбеков Степан Саввинович           |                                                                                        |
| 1685-1692                    | Потёмкин Пётр Иванович               | Пожалован в окольничии (1692)                                                          |
| 1685-1692                    | Прончищев Пётр Иванович              |                                                                                        |
| 1686                         | Лопухин Пётр Абросимович Меньшой     | Пожалован окольничим (1688)                                                            |
| 1686                         | Павлов Родион Михайлович             | Пожалован в окольничии (1690)                                                          |
| 1686-1687                    | Алмазов Семён Ерофеевич              |                                                                                        |
| 1687                         | Алмазов Семён Прокофьевич            |                                                                                        |
| 1687                         | Леонтьев Андрей Иванович             | Пожалован в окольничии (1690)                                                          |
| 1687                         | Леонтьев Иван Юрьевич                | Пожалован в окольничии (1688)                                                          |
| 1688                         | Савёлов Павел Петрович               | Пожалован в окольничии (1689)                                                          |
| 1688                         | Шакловитый Фёдор Леонтьевич Большой  | Думный дьяк (1676), окольничий (1689), казнён (1690)                                   |
| 1688-1692                    | Савёлов Иван Петрович                | Пожалован в окольничии (1689)                                                          |
| 1688-1692                    | Неплюев Семён Протасьевич            |                                                                                        |
| 1688-1692                    | Ларионов Иван Семёнович              |                                                                                        |
| 1688-1692                    | Языков Семён Иванович                | Чашник (1682). стольник (1686)                                                         |
| 1688 и 1692                  | Косогов Григорий Иванович            |                                                                                        |
| 1689 - ум.1689               | Полтев Семён Ерофеевич               | Пожалован в окольничии (1689)                                                          |
| 1689-1692                    | Чаплыгин Иван Петрович               |                                                                                        |
| 1690                         | Языков Иван Андреевич                |                                                                                        |
| 1690-1692                    | Лихарев Борис Иванович               |                                                                                        |
| 1690-1692                    | Оладьин Замятня Фёдорович            |                                                                                        |
| 1690-1692                    | Супонев Григорий Семёнович           |                                                                                        |
| 1690-1692                    | Чемоданов Фёдор Иванович             |                                                                                        |
| 1691                         | Протасьев Александр Петрович         | Пожалован в окольничии (1691)                                                          |
| 1691-1692                    | Бухвостов Василий Борисович          |                                                                                        |
| 1691-1692                    | Вердеревский Василий Петрович        |                                                                                        |
| 1692                         | Власов Иван Астафьевич               |                                                                                        |
| 1692                         | Циклер Иван Елисеевич                |                                                                                        |
| 1692                         | Щепин Иван Иванович                  | Не князь                                                                               |
| 1693                         | Головленков Фёдор Иванович           |                                                                                        |